# Chalybion

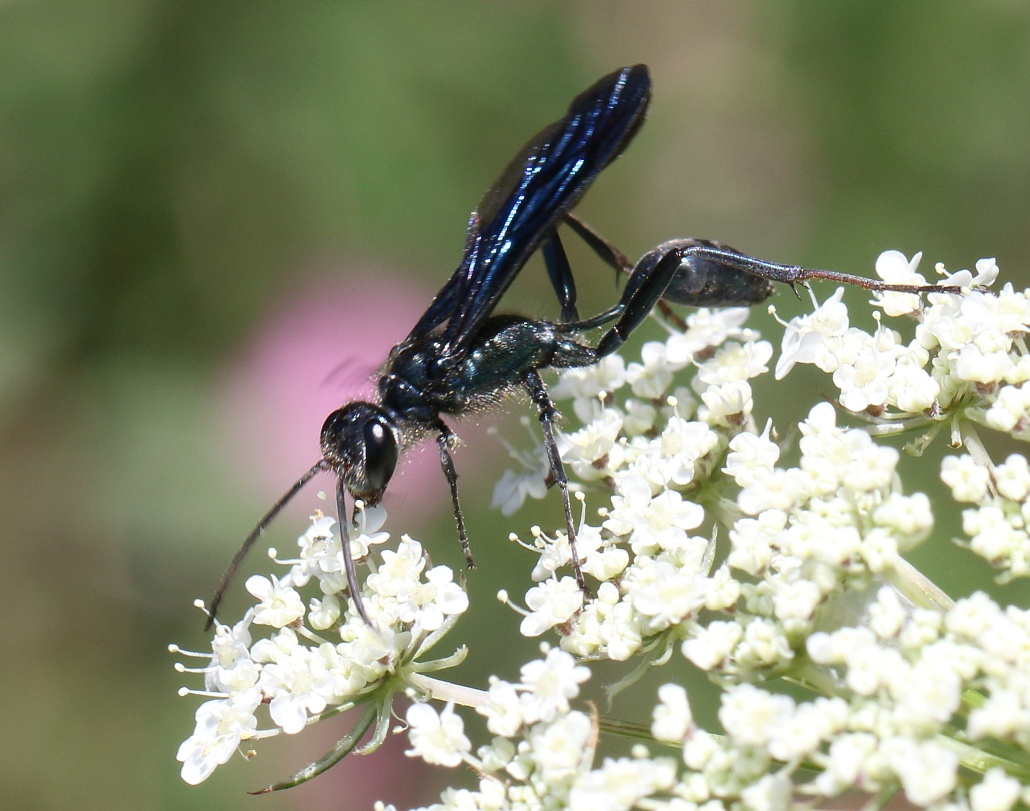
Chalybion sp. на дикой моркови

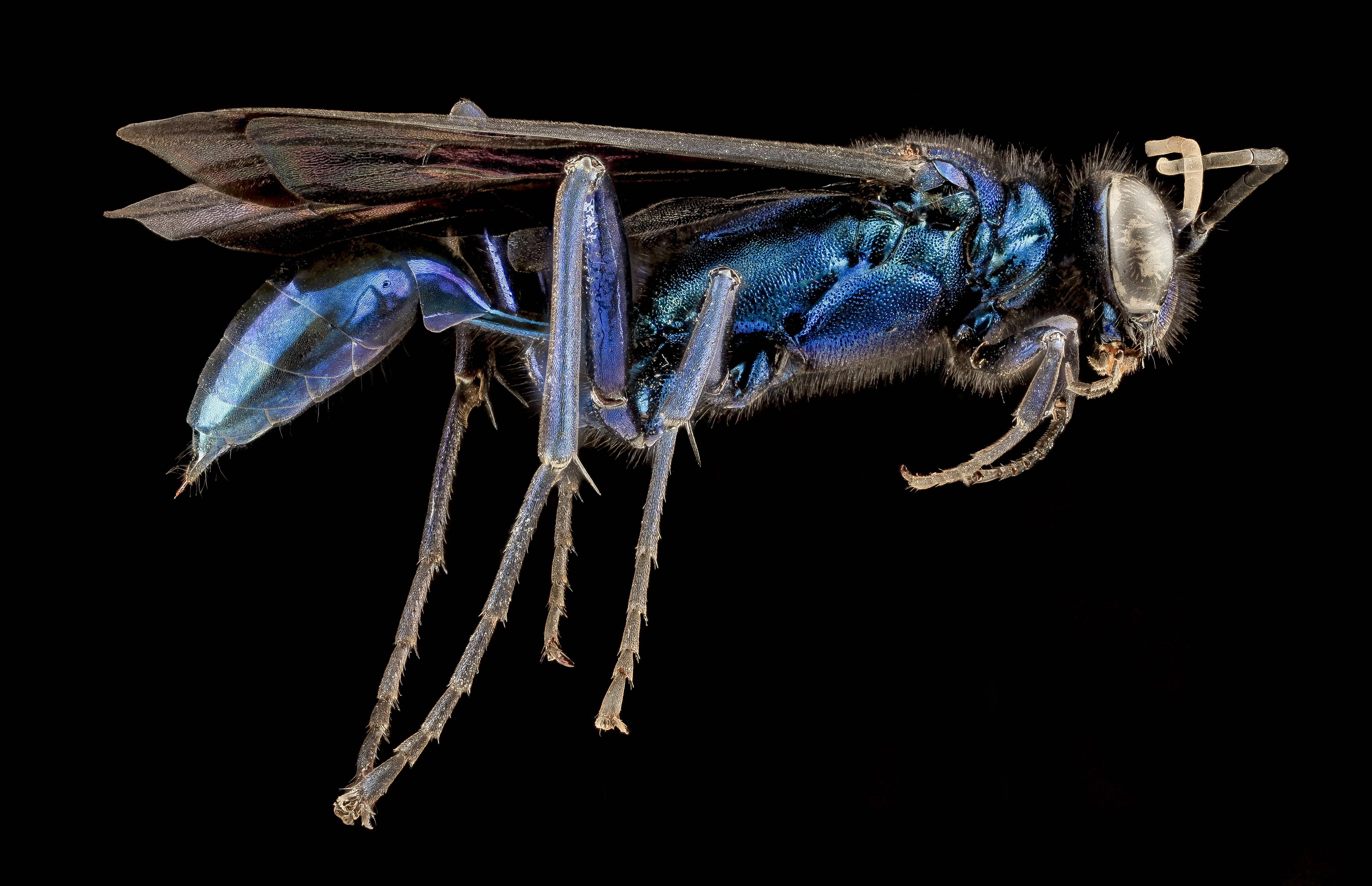
Chalybion californicum

Chalybion (лат.) — род роющих ос из семейства Sphecidae (Sceliphrinae).

## Распространение
Встречается повсеместно, во всех зоогеографических регионах.
Несколько видов стали инвазивными, азиатский Chalybion bengalense завезён в Австралию и Африку, а американский Chalybion californicum интродуцирован в Европу. В фауне России отмечено два вида: Chalybion japonicum в Приморском крае и Ch. walteri на Северном Кавказе. Третий вид, среднеазиатский Chalybion turanicum, был найден на Алтае и в Крыму.
В мире 46 видов, в Палеарктике 11, в России 4.

## Описание
Крупные осы (длина от 11 до 32 мм) металлически блестящего синего или чёрного цвета. Усики самок 12-члениковые, у самцов состоят из 13 сегментов. Важным отличительным признаком является более длинная и узкая «талия» (петиоль — участок между грудью и брюшком). Охотятся на пауков. Самки строят надземные гнёзда из глины и грязи, в древесине и других полостях или в покинутых гнёздах других ос и пчёл, удаляя оттуда всё содержимое, включая любых пауков и потомство хозяев.
Самки большинства видов Chalybion гнездятся в различных ранее существовавших полостях: полых стеблях, полостях в древесине, пустотах камней и заброшенных или даже действующих гнёздах других перепончатокрылых, особенно близкородственного рода Sceliphron. Грязь — основной материал, используемый для перегородок гнёзд, но вместо того, чтобы собирать уже существующую грязь, осы переносят воду к источнику сухой глинистой почвы рядом со своими гнёздами, а затем используют её для увлажнения и оштукатуривания. Помимо грязи, некоторые виды используют белый материал, состоящий либо из извести с побеленных стен, либо из мочевой кислоты, полученной из помета птиц или рептилий (Jayakar and Spurway 1963, Barthélémy 2011, Pham 2019).
Все виды рода Chalybion охотятся на пауков и хранят до нескольких десятков жертв в каждой ячейке гнезда. Исследованные виды Chalybion различаются по предпочтению типов гнездовой полости, составу добычи, количеству поколений в год и другим биономическим характеристикам. Среди пойманных осами пауков отмечены представители семейств Theridiidae (включая чёрную вдову рода Latrodectus), Araneidae и другие.
Chalybion также является одним из нескольких родов роющих ос, которые обычно образуют «спящие» скопления, обычно состоящие из представителей обоих полов, а иногда даже из двух видов.

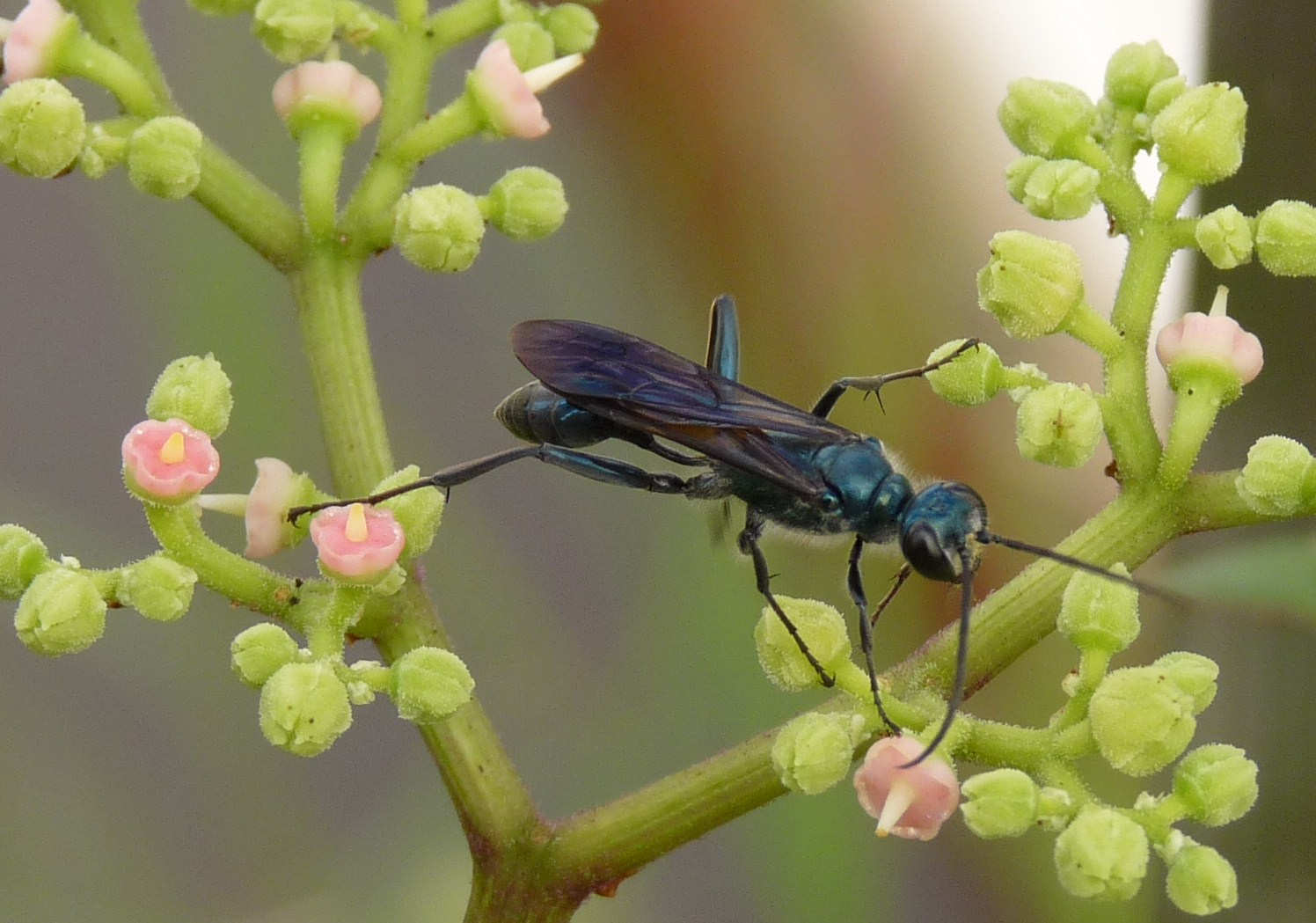
Chalybion japonicum
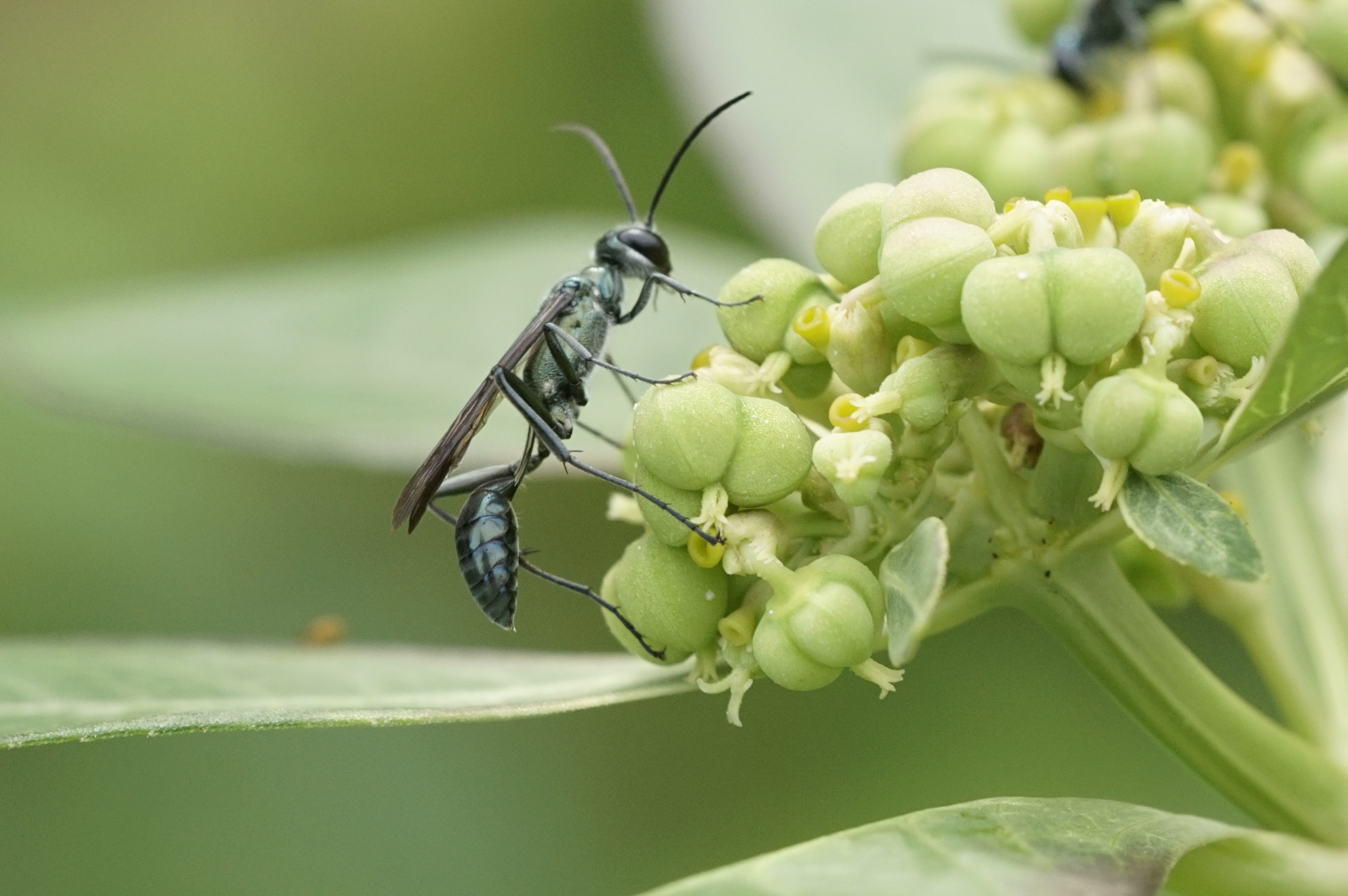
Chalybion sp.

## Классификация
Около 50 видов.
Род был описан в 1843 году шведским энтомологом Андерсом Дальбомом (триба Sceliphrini из подсемейства Sceliphrinae, Sphecidae).
- Chalybion accline (Kohl, 1918)
- Chalybion ammophiloides Hensen, 1988
- Chalybion bengalense (Dahlbom, 1845)
- Chalybion bocandei (Spinola, 1851)
- Chalybion bonneti Leclercq, 1966
- Chalybion californicum de Saussure, 1867
- Chalybion clypeatum (Fairmaire, 1858)
- Chalybion dolichothorax (Kohl, 1918)
- Chalybion fabricator (F. Smith, 1860)
- Chalybion femoratus (Fabricius, 1781)
- Chalybion flebile (Lepeletier de Saint Fargeau, 1845)
- Chalybion frontale (Kohl, 1906)
- Chalybion fuscum (Lepeletier de Saint Fargeau, 1845)
- Chalybion gracile Hensen, 1988
- Chalybion gredleri (Kohl, 1918)
- Chalybion heinii (Kohl, 1906)
- Chalybion incisum Hensen, 1988
- Chalybion japonicum (Gribodo, 1883)
- Chalybion kenyae Hensen, 1988
- Chalybion klapperichi (Balthasar, 1957)
- Chalybion laevigatum (Kohl, 1888)
- Chalybion lividum Hensen, 1988
- Chalybion madecassum (Gribodo, 1883)
- Chalybion magnum Hensen, 1988
- Chalybion malignum (Kohl, 1906)
- Chalybion minos (de Beaumont, 1965)
- Chalybion mochii Hensen, 1988
- Chalybion omissum (Kohl, 1889)
- Chalybion parvulum Hensen, 1988
- Chalybion petroleum Hensen, 1988
- Chalybion planatum (Arnold, 1951)
- Chalybion polyphemus Hensen, 1988
- Chalybion ruficorne Hensen, 1988
- Chalybion schulthessirechbergi (Kohl, 1918)
- Chalybion sommereni (R. Turner, 1920)
- Chalybion spinolae (Lepeletier de Saint Fargeau, 1845)
- Chalybion sulawesii Ohl and Höhn, 2011
- Chalybion sumatranum (Kohl, 1884)
- Chalybion tibiale (Fabricius, 1781)
- Chalybion tomentosum Hensen, 1988
- Chalybion triangulum Hensen, 1988
- Chalybion turanicum (Gussakovskij, 1935)
- Chalybion vechti Hensen, 1988
- Chalybion walteri (Kohl, 1889)
- Chalybion yangi Li, 1995
- Chalybion zimmermanni Dahlbom, 1843